# Henschel 33

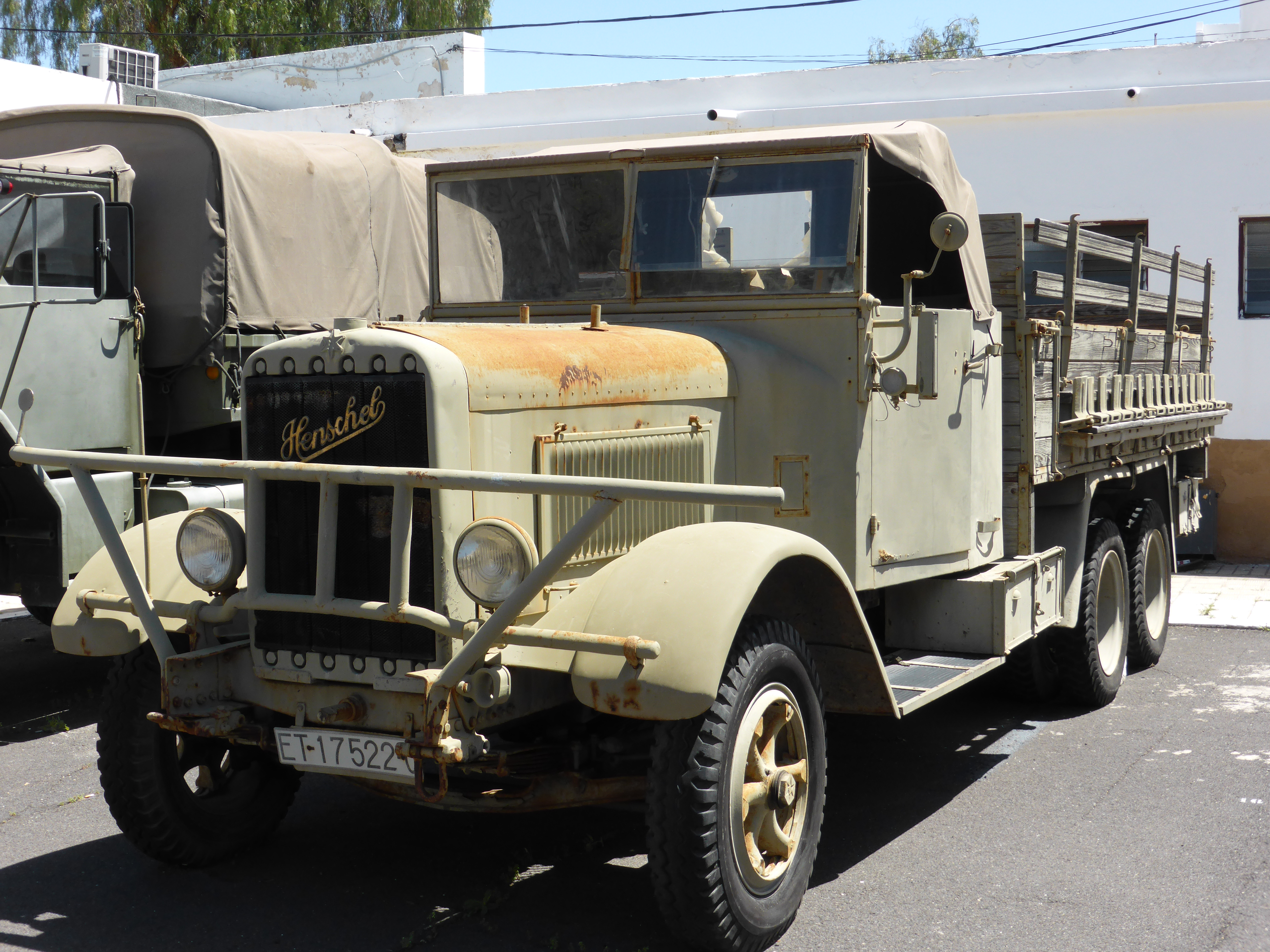
Henschel 33 des Museo Histórico Militar de Canarias in Santa Cruz de Tenerife

Der Henschel 33 war ein „mittlerer, geländegängiger Lastkraftwagen“, der in verschiedenen Ausführungen für die deutsche Reichswehr entwickelt und von ihr wie auch von der späteren Wehrmacht eingesetzt wurde. Viele verschiedene Truppenteile setzten das solide Fahrzeug der 3-t-Nutzlastklasse im Zweiten Weltkrieg bis 1945 ein.

## Entwicklung
1926 begannen Überlegungen der Reichswehr zur künftigen Ausrüstung des deutschen Heeres. Die generelle Motorisierung, die auch die Streitkräfte anderer Nationen seit dem Ende des Ersten Weltkrieges anstrebten, galt als wichtiger Aspekt möglicher künftiger Kriege. Geländegängige Lastkraftwagen, die große Gespanne ersetzen konnten, standen in der kaiserlichen Armee noch nicht zur Verfügung, auch wurden solche in Deutschland noch nicht produziert. Vor und im Ersten Weltkrieg hatte man bereits Erfahrungen mit Subventions-Lkw und der Fahrzeugklasse der Regel-3-Tonner gemacht
Die Reichswehr formulierte ihre genauen Anforderungen an ein solches Fahrzeug und gab diese Beschreibung an die deutschen Nutzfahrzeughersteller. Die Spezifikation forderte einen dreiachsigen, hinten zwillingsbereiften Lastkraftwagen mit 3000 kg Nutzlast, hoher Bodenfreiheit, angetriebenen Hinterachsen und guter Zugkraft. Von der Beschreibung in der Reichswehr her hieß die Klasse „mittlerer geländegängiger Lastkraftwagen (o)“, wobei „o“ für handelsüblich, also einen Industrieentwurf stand.
Das erste Unternehmen, das reagierte, war 1928 Henschel mit dem Typ 33, doch auch Krupp präsentierte kurz darauf seinen Typ L3 H63. Die Zeichen der Zeit deutend präsentierte Büssing-NAG etwa 1932/33 seinen Typ III GL 6 und letztlich etwa 1935/36 Mercedes seinen Typ LG 3000. Alle Hersteller erhielten Aufträge für diese Lkw-Klasse.
Da die Modelle von Krupp und Henschel früh zur Verfügung standen und der nächste Konflikt noch nicht direkt erwartet wurde, durchliefen beide Fahrzeuge eine umfassende Erprobung.
Interessanterweise wurde auch die Deutsche Reichsbahn in die Erprobung einbezogen. Bis 1934 wurden nur kleinere Serien gefertigt und geliefert, doch 1934 folgten Großaufträge. Auch wenn die Wettbewerber von Henschel ebenfalls gute Auftragsvolumen erhielten, wurde doch der Henschel 33 zum meistgefertigten Modell dieser Typenklasse.

## Produktion
Die Produktion begann 1928. Der Henschel 33 gehört zu den immer wieder abgebildeten Fahrzeugen auf zeitgenössischen Fotografien der Reichswehr.
Die ersten Modelle B1 und D1 wurden ab 1928 in einer Stückzahl von etwa 400 geliefert. Im Jahr 1932 kam das Modell D2 dazu, das in kleiner Zahl für zivile Kunden gefertigt wurde. Für das Jahr 1934 ist das Modell B1 mit einer Stückzahl von nur 19 Fahrzeugen belegt. Das Modell D1 kam von 1934 bis ins Jahr 1943 auf eine Stückzahl von 6293 Fahrzeugen. Ab 1937 wurde der neue Typ G1 gebaut und bis 1940 mit 4349 Einheiten produziert. Die Ausführung FA1 lief von 1936 bis 1942 mit 591 Fahrzeugen. Die in Ulm ansässigen Magirus-Werke wurden als Lizenzunternehmen in die Fertigung des Typs 33 eingebunden. So entstand der Typ Magirus 33 G1, der bis auf den Deutz-Motor im Wesentlichen mit dem Henschel baugleich war. Diese Fahrzeuge wurden von 1937 bis 1941 gebaut.

## Ausführungen
- Henschel 33 B1 / D1 (Modelle 1928–1933) – frühe Ausführung B1: Geschlossenes Fahrerhaus und 3-Speichen-Felgen  – mittlere Ausführung B1: Offenes Fahrerhaus mit starrer Frontscheibe und 3-Speichen-Felgen  – späte Ausführung B1: Offenes Fahrerhaus mit starrer Frontscheibe und 6-Speichen-Felgen (Trilex)  – frühe Ausführung D1: Längere Motorhaube als B1, offenes Fahrerhaus mit umlegbarer Frontscheibe, schräge Verkleidung des Übergangs zwischen Motorraum und Fahrerhaus  – mittlere Ausführung D1: Durchgehendes Trittblech von vorderem zu hinterem Kotflügel, Druckluftkessel (ab 1937) unter dem Fahrzeugheck  – späte Ausführung D1: Nun verstärkter Stoßfänger vorne mit 3 senkrechten Stangen zusätzlich im mittleren Bereich
- Henschel 33 D2 (Modelle 1932 und 1933)
- Henschel 33 B1 (Modell 1934/1935)
- Henschel 33 D1 (Modelle 1934/1935)
- Henschel 33 G1 (Modelle 1937–1940)
- Henschel 33 FA1 (Modelle 1936–1942)
- Magirus 33 G1 (Modelle 1937–1941)

## Einsatz

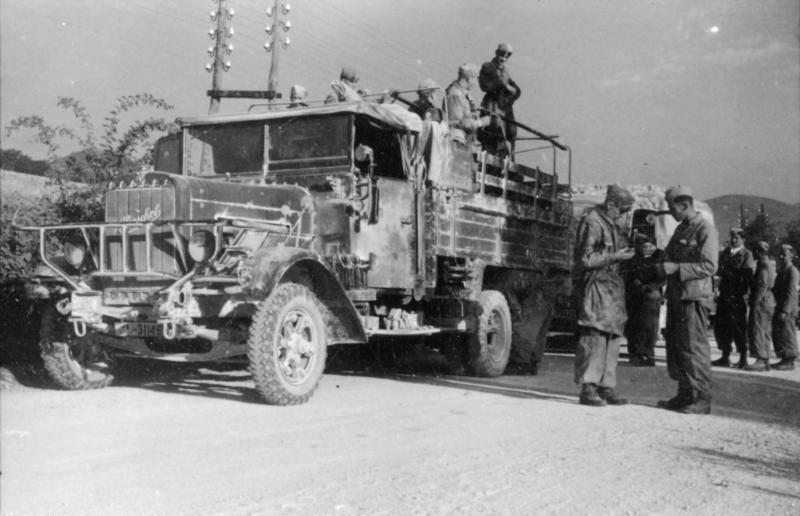
Fallschirmjäger 1943 in Italien

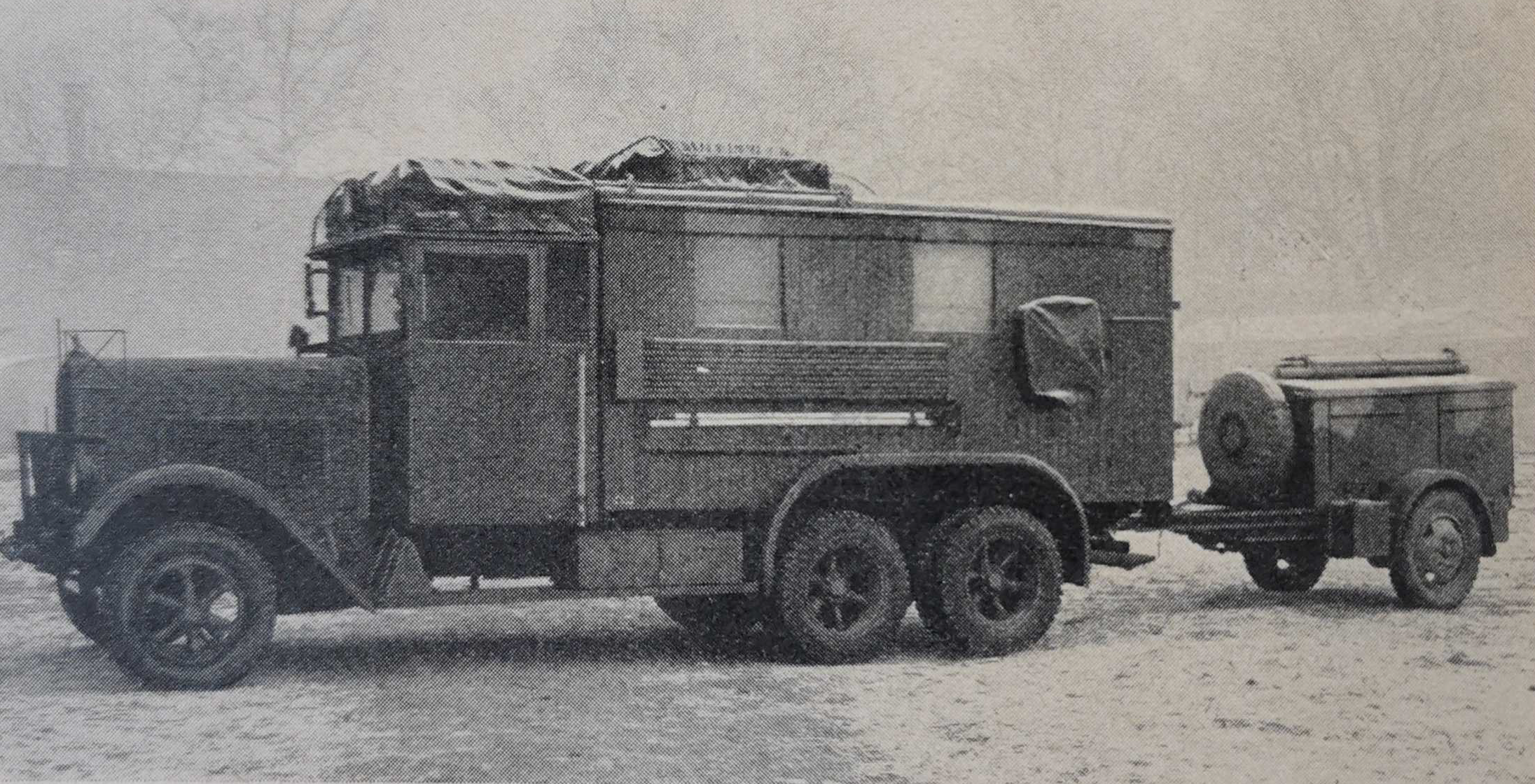
Henschel 33 als Kfz. 72 mit Sd. Ah.24 aus der Vorschrift L. Dv. 702/2 Heft 203.

- offener Pritschenwagen (Standard) – häufig beim Heer in Munitionskolonnen, Pionier-Einheiten und Brückenkolonnen, bei der Luftwaffe oft als Zugfahrzeug für 8,8-cm-Flak, auch Feldküchen wurden auf der Ladefläche transportiert
- Feldfernkabelwagen – Einbausatz auf Pritschenausführung
- mittlerer Flak-Kraftwagen – entsprechendes Zubehör
- mittlerer Scheinwerfer-Kraftwagen – entsprechendes Zubehör
- Kfz. 72 – geschlossener Aufbau mit senkrechten Holzstabwänden (Funkbetriebs-, Fernschreib-, Fernsprechbetriebs-, Funkhorch-, Wetter- und Druckerei-Kraftwagen)
- Pionier-Gefechtskraftwagen – Sonderaufbau mit Staufächerzugang durch Luken von der Seite
- Pionier-Kraftwagen I – Sonderauf in der Pritschenversion – Zugang zu Staufächern durch öffnen der seitlichen Bordwand
- Werkstatt-Kraftwagen Kfz. 79 – Kofferaufbau mit geteilter Seitenwand, die aufschwenkbar war
- Tankspritze Ts 2,5 Kfz. 343 – Ausführung FA1 (Feuerwehr/Anbaupumpe) basierend auf dem Modell D1. Siehe auch: Sonderfahrzeuge der Wehrmacht
- Kranwagen Kfz. 75
- Vermessungskraftwagen
- Mannschafts-Kraftwagen Kfz. 92a – Nebeltruppe – Später an Sanitätsdienst überstellt
- Bekleidungsentgiftungs-Kraftwagen Kfz. 93 – Nebeltruppe – später an Sanitätsdienst überstellt
- Wasser-Kraftwagen Kfz. 94 – Nebeltruppe – später an Sanitätsdienst überstellt
- Zivile Feuerwehrfahrzeuge (wenig Fahrzeuge)
- Kraftomnibusse der Deutschen Reichspost (wenig Fahrzeuge)